# キタ州
キタ州（キタしゅう、フランス語: Région de Kita）は、マリ共和国西部の州。州都はキタ。北をニオロ州と、東をクリコロ州、南をギニアと、西をカイ州と接する。
面積は35,680平方キロメートル、人口は約68万人（2022年国勢調査）。カイ州を分割して作られた。
2012年3月2日に採択された地方行政区画法（N°2012-017）で創設が決定した新州のひとつで、マリ北部紛争勃発や政局の混乱により創設は延期された。2020年の軍事クーデター後の12月2日、軍事政権によってDaouda Maigaが州知事に任命され、暫定的に発足した。2023年2月22日、正式にキタ州が創設された。

## 圏
2023年2月時点で6圏に区分される。それ以前は圏や郡が存在しなかった。
- キタ圏（Kita）
- サガバリ圏（Sagabari）
- セベコロ圏（Sébékoro）
- トゥーコト圏（Toukoto）
- セフェト圏（Séféto）
- シラコロ圏（Sirakoro）

圏の下は14郡、33コミューン、374村・フラクスィオン・カルティエの順に細分化されている。